# 関根信昭
関根 信昭（せきね のぶあき、1934年〈昭和9年〉1月1日 - 2021年〈令和3年〉11月20日）は、日本の声優、俳優。東京府（現・東京都）出身。81プロデュース最終所属。

## 経歴
東京都立第四商業高等学校出身で高校の演劇部の後輩には富田耕生、古川登志夫がいる。
母校に通って来て、セット、小道具などの作り方を熱心に指導していた。
NHKの俳優養成所の研究生を経て、東京放送劇団5期生。
初仕事は刑事物のドラマの脱獄した犯人役の足だった。
1966年5月から日本点字図書館の朗読奉仕者をしていた。
同放送劇団解散後、関根が図書館の朗読奉仕者をしていたことを知っていた人物から「こういう仕事なんだが、やってくれないだろうか」と打診が来たのが副音声だった。「あなたならできるんじゃないか」と紹介してくれて、1990年から2001年まで、連続テレビ小説の副音声解説を担当していた。
2021年11月25日、所属事務所から11月20日に脳幹梗塞による臓器不全で亡くなったことが発表された。87歳没。

## 人物
声種はテナー。
時代劇、大河ドラマなどに俳優として出演しており、アニメ、人形劇、洋画、海外ドラマの吹き替え、ラジオドラマなどに数多く出演していた。
趣味はオルゴールやストリートオルガンなど自動演奏機のレコード集め。

## 後任
関根が生前で降板した役、もしくは死去した後の役の中で、持ち役を引き継いだ人物は以下の通り。
| 後任     | 役名       | 作品               | 後任の初出演 |
| -------- | ---------- | ------------------ | ------------ |
| 江原正士 | 副音声解説 | 『連続テレビ小説』 | 『さくら』   |
| 伊井篤史 | 木耳持兼   | 『忍たま乱太郎』   | 第20期       |

## 出演作品

### テレビドラマ
- 半七捕物帳 第6回「お化け師匠」（1955年、NHK） - 弥三郎
- ここに人あり 第68回「誇り高き男」（1958年、NHK）
- 次郎物語（1964年 - 1966年、NHK）
- 大河ドラマ
  - 赤穂浪士（1964年） - 近松勘六
  - 三姉妹（1967年） - 小田計十郎
  - 竜馬がゆく（1968年） - 平井収二郎
  - 春の坂道（1971年） - 土方雄久
  - 元禄太平記（1975年） - 醍醐中納言
- 鬼平犯科帳 第1シリーズ（NET / 東宝）
  - 第31話「女の毒」（1969年） - 役者
  - 第54話「色と欲」（1970年） - つる屋の番頭
- タイム・トラベラー（1972年、少年ドラマシリーズ） - 未来人
- 太陽にほえろ! 第47話「俺の拳銃をかえせ!」（1973年、NTV / 東宝） - タレコミ屋のバーテン
- 連続テレビ小説（NHK）
  - 本日も晴天なり（1981年）
  - 澪つくし（1985年）

### 舞台
- 朗読劇 ダイヤルMを廻せ!（1997年） - 裁判官の声

### テレビアニメ
1963年
- 鉄腕アトム (アニメ第1作)（シュガー族の雄）

1965年
- ジャングル大帝（1965年 - 1967年、ケン一） - 2シリーズ

1966年
- レインボー戦隊ロビン（1966年 - 1967年、ペガサス）

1971年
- アニメンタリー 決断

1978年
- キャプテン・フューチャー

1979年
- アニメーション紀行 マルコ・ポーロの冒険（セイロン国王バーブ三世）

1990年
- それいけ!アンパンマン（1990年 - 1993年、ちゅうしゃき先生〈初代〉、おじいさん時計〈初代〉、古時計じいさん）

1991年
- 美味しんぼ（北尾照一〈2代目〉）
- 楽しいムーミン一家

1992年
- 炎の闘球児 ドッジ弾平（鹿島源太郎）

1995年
- アリス探偵局（江戸川写六）
- クマのプー太郎（神様）

1996年
- 名探偵コナン（1996年 - 1999年、中本勝彦、設楽重吉）

1997年
- 救命戦士ナノセイバー（図書館館長）
- クレヨンしんちゃん（1997年 - 2009年、老人、連図さんの父、医者）
- HAUNTEDじゃんくしょん（金岩鉄人）

1998年
- アリスSOS（ネーバ、オイデオイデバエ）
- 金田一少年の事件簿（長崎巧四郎、ジェントル山神〈山神文雄〉）
- デビルマンレディー（祖父）
- 忍たま乱太郎（1998年 - 2009年、軍師、冷凍小麿、老人、ウスタケ忍者隊首領〈初代〉、如影忍、木耳持兼〈2代目〉）
- MASTERキートン（アンディ、トニオ）

1999年
- KAIKANフレーズ（店主）
- ゾイド -ZOIDS-（1999年 - 2000年、長老）
- ドラえもん（テレビ朝日版第1期）（ダイウィン博士）

2000年
- ヴァンドレッド the second stage（老人C）
- 週刊ストーリーランド（老紳士）

2001年
- コスモウォーリアー零（海原武士）
- 砂漠の海賊!キャプテンクッパ（村長）
- サラリーマン金太郎（水木衛）
- ゾイド新世紀スラッシュゼロ（伯爵）
- ノワール（ソルダの使者）

2002年
- アソボット戦記五九（店主）
- あたしンち（2002年 - 2009年、英語の先生、おじさん、英語教師、老人）
- ガンフロンティア（市長）
- 神世紀伝マーズ（2002年 - 2003年、長官、首相）
- ヒートガイジェイ（マウロ）

2003年
- 明日のナージャ（神父）
- AVENGER（老爺）
- .hack//黄昏の腕輪伝説（温泉じい）

2004年
- アガサ・クリスティーの名探偵ポワロとマープル（支配人）
- 勇午（副官）

2005年
- ノエイン もうひとりの君へ（佐々木教授、委員長）

2006年
- うっかりペネロペ（おじいちゃん）

2007年
- 銀魂（上司）
- 東京魔人學園剣風帖 龖（2007年 - 2008年、龍麻の父） - 2シリーズ

2008年
- コードギアス 反逆のルルーシュR2（高亥）
- ゴルゴ13（バーテンダー、ホテルの支配人）

### 劇場アニメ
- 西遊記（1960年、三蔵法師）
- おとぎの世界旅行（1962年）
- 映画ドラえもん のび太の宇宙英雄記（2015年、おじいさん）

### OVA
- 創世機士ガイアース（1992年）
- D-1 DEVASTATOR（1992年、小田切常務）
- 青空少女隊（1994年、弓岡一佐）
- 日野日出志 東海道 四谷怪談（2000年、宅悦）
- ヴァンドレッド 激闘篇（2001年、老人C）
- .hack//Liminality（2002年、京子の父）
- アニメ古典文学館「万葉集」（2004年、山上憶良）

### Webアニメ
- いくぜっ! 源さん（2008年、ご隠居、神主、団子屋の親父、団子屋）

### ゲーム
- 幻想水滸伝 紡がれし百年の時（2012年、ヘイドレク[18]）

### 人形劇
- 飛びっちょ跳ねっちょ（1957年、マリオネット）
- こどもにんぎょう劇場（1960-70年代、NHK教育テレビ）
  - 「えんまさまとワンちゃん」（1960-70年代） - 赤鬼
  - 「パンをふんだむすめ」（1970年代） - 養父
  - 「ないたあかおに」（放送年不明） - 村人
  - 「西遊記」（放送年不明）
  - 「王さまのたいこ」（放送年不明）
  - 「月のうさぎ」（放送年不明）
  - 「霊芝草」（放送年不明）
  - 「はなさかじいさん」（放送年不明） - 良いおじいさん
- とんでけブッチー（1971年 - 1974年、NHK） - ハンス
- 新八犬伝（1973年 - 1975年、NHK） - 犬江親兵衛、犬飼現八〈二代目〉
- 真田十勇士（1975年 - 1977年、NHK） - 猿飛佐助〈二年目〉
- たけくらべ（1976年11月7日、NHK）
- 笛吹童子（1977年 - 1978年、NHK） - 上月左源太
- 紅孔雀（1978年 - 1979年、NHK） - アントニオ、那智嘉門、三吉、鬼鮫、才念、八五郎
- プリンプリン物語（1979年 - 1982年、NHK） - ラセツの王、ヘムラー大佐、怪盗ロールパン、ブリカ殿下
- ひげよさらば（1984年 - 1985年、NHK） - サカナデ

### 吹き替え

#### 俳優
- サル・ミネオ
  - 理由なき反抗（ジョン・クロフォード）※テレビ朝日版
  - ジャイアンツ（アンヘル2世）※テレビ朝日版
  - 栄光への脱出（ドヴ・ランダウ）

#### 映画
- アーネスト モンスターと戦う!
- エイリアン・ネイション（サム） - マンディ・パティンキン
- オズの魔法使（ブリキ男） - ジャック・ヘイリー ※DVD・ビデオ版
- オスロ国際空港/ダブル・ハイジャック（レイ・ピトリー） - イアン・マクシェーン
- コンタクト（テッド・アロウェイ） - デヴィッド・モース ※ソフト版
- ジュラシック・パーク ※ビデオ・DVD版
- ジャッジメント・デイ
- 縛り首の木（ルーン） - ベン・ピアッツァ
- スコーピオン（ビリー） - キャンベル・レイン
- 渚にて（ピーター・ホームズ） - アンソニー・パーキンス ※日本テレビ版
- 銅の谷（オード中尉） - ハリー・ケリー・ジュニア
- テルミン - ロバート・モーグ ※ビデオ版
- 早霜/真実への序曲（ボブ） - ビル・パクストン
- ビンゴ!（フォー・アイズ） - ウェイン・ロブソン
- 不沈のモリー・ブラウン（ジョニー） - ハーブ・プレスネル
- ニキータ（弁護士、給仕頭、司令官）
- ノーマ・ジーンとマリリン
- Mr.ベビーシッター ※ビデオ版
- 陽気なネルソン - リッキー・ネルソン

#### ドラマ
- アメリカン・ヒーロー
- アリゾナ・トム（トム・ブルースター） - ウィル・ハッチンス
- アリー my Love シーズン2 ※第18話
- アルフ（医師）
- ER緊急救命室III（ケビン） - ダニエル・パーカー ※第14話
- X-ファイル 帰還（アシュリー・モンタギュー〈アーカイブ本人映像〉）
- 奥さまは魔女（ギデオン・ホウィットセット）※第19話
- カートライト兄弟（ジョー・カートライト） - マイケル・ランドン
- 頑固じいさん孫3人（プレータ）
- ザ・プラクティス ボストン弁護士ファイル（リーチ）
- ザ・ホワイトハウス2 ※第7話
- 第一容疑者
- 犯罪捜査官ネイビーファイル（ケイン）※第10話
- パートリッジ・ファミリー（キース・パートリッジ） - デヴィッド・キャシディ
- ローハイド 第8シーズン（カール・ウォーカー中尉） - バート・ブリンカーロフ ※第12話
- 名探偵ポアロ ベールをかけた女（警官）※NHK版
- ヤングライダーズ ※第44話

### ドラマCD
- 青空少女隊（弓岡一佐）
- ヒートガイジェイ オリジナルドラマアルバム（マウロ）
- 龍狼伝（左慈）

### 音楽CD
- プリンプリン物語ソングブック（2004年）
  - 「アクタ共和国国家」 - ヘムラー 役
  - 「ジャッポン観光団団歌」 - 観光客B 役

### その他CD
- 武田泰淳 新潮CD『ひかりごけ』（2001年） - 朗読
- 堀辰雄 世界文化社CD『風立ちぬ』（1987年） - 朗読
- 寺山修司 ラジオ・ドラマCD『恐山』（2005年） - 朗読

### ラジオドラマ
- 高瀬の馬鹿三里（1954年、NHK） - バスの乗客 役[19]
- FM名作劇場（NHK東京）
  - 北洋の人々（1967年）
  - 軽便鉄道の消える日（1967年）
- R1連続伝奇ロマン 紅衣無法門（1980年）
- NHK-FM 青春アドベンチャー
  - 渇きの海（1984年）
  - 脱獄山脈（1985年）
  - 女王の身代金（1986年）
  - 女王陛下のアルバイト探偵（1989年） - しくま
  - 妖精博士（1989年） - 教師
  - 宇宙怪人と少年探偵団（1989年） - 遠藤博士
  - ジグが来る（1989年） - ケビン・ドーソン
  - 暗殺のソロ（1989年） - スチュアート警部
  - ラバウルの秘宝（1990年）
  - サラマンダー殲滅（1991年） - ヨブ・貞永
  - くたばれビジネスボーグ（1993年） - 篠内頭取
  - あたしの嫌いな私の声（1994年） - 山下先生
  - レディ・スティンガー（1994年）
  - BANANA FISH（1995年） - マナーハイム
- 連続ラジオ劇場 恐怖新聞 第4回（1980年） - 霊の声
- 火の鳥 乱世編（1980年） - 北面武士
- ラジオSFコーナー「トワイライトウォーカーズ」（1983年）
- FMシアター「ミュージカルファンタジー・人魚の森」（1989年、NHK-FM)
- FMシアター「白い虫」（1999年） - 良雄の父

### テレビ番組
- 安全教室（1972年、NHK教育）

### 副音声解説
- 連続テレビ小説（初代副音声解説、1990年度 - 2001年度）
  - 凛凛と（1990年前期）
  - 京、ふたり（1990年後期）
  - 君の名は（1991年）
  - おんなは度胸（1992年前期）
  - ひらり（1992年後期）
  - ええにょぼ（1993年前期）
  - かりん（1993年後期）
  - ぴあの（1994年前期）
  - 春よ、来い（1994年後期 - 1995年前期）
  - 走らんか!（1995年後期）
  - ひまわり（1996年前期）
  - ふたりっ子（1996年後期）
  - あぐり（1997年前期）
  - 甘辛しゃん（1997年後期）
  - 天うらら（1998年前期）
  - やんちゃくれ（1998年後期）
  - すずらん（1999年前期）
  - あすか（1999年後期）
  - 私の青空（2000年前期）
  - オードリー（2000年後期）
  - ちゅらさん（2001年前期）
  - ほんまもん（2001年後期）

### ボイスオーバー
- ETV特集（NHK総合）
- NHKスペシャル（NHK総合）
- きょうの料理（2015年、NHK）
- ことばのくに（NHK総合） - 船長の声
- テレビの旅（1959年）
- BS世界のドキュメンタリー（NHK BS）

### その他コンテンツ
- いちにのさんすう（1989年、NHK教育） - ガンマーの声
- 新潮カセットブック「おくのほそ道」（1989年） - 朗読
- 朗読（NHKラジオ第2放送）
- ブーフーウー（NHK総合） - たいこやさん役（1967年3月28日の最終回）